# Boisné-La Tude
Boisné-La Tude è un comune francese del dipartimento della Charente nella regione dell'Aquitania-Limosino-Poitou-Charentes.
È stato creato il 1º gennaio 2016 dalla fusione dei preesistenti comuni di Charmant, Chavenat e Juillaguet.
Il capoluogo è la località di Charmant.